# Sécularisation de 1833

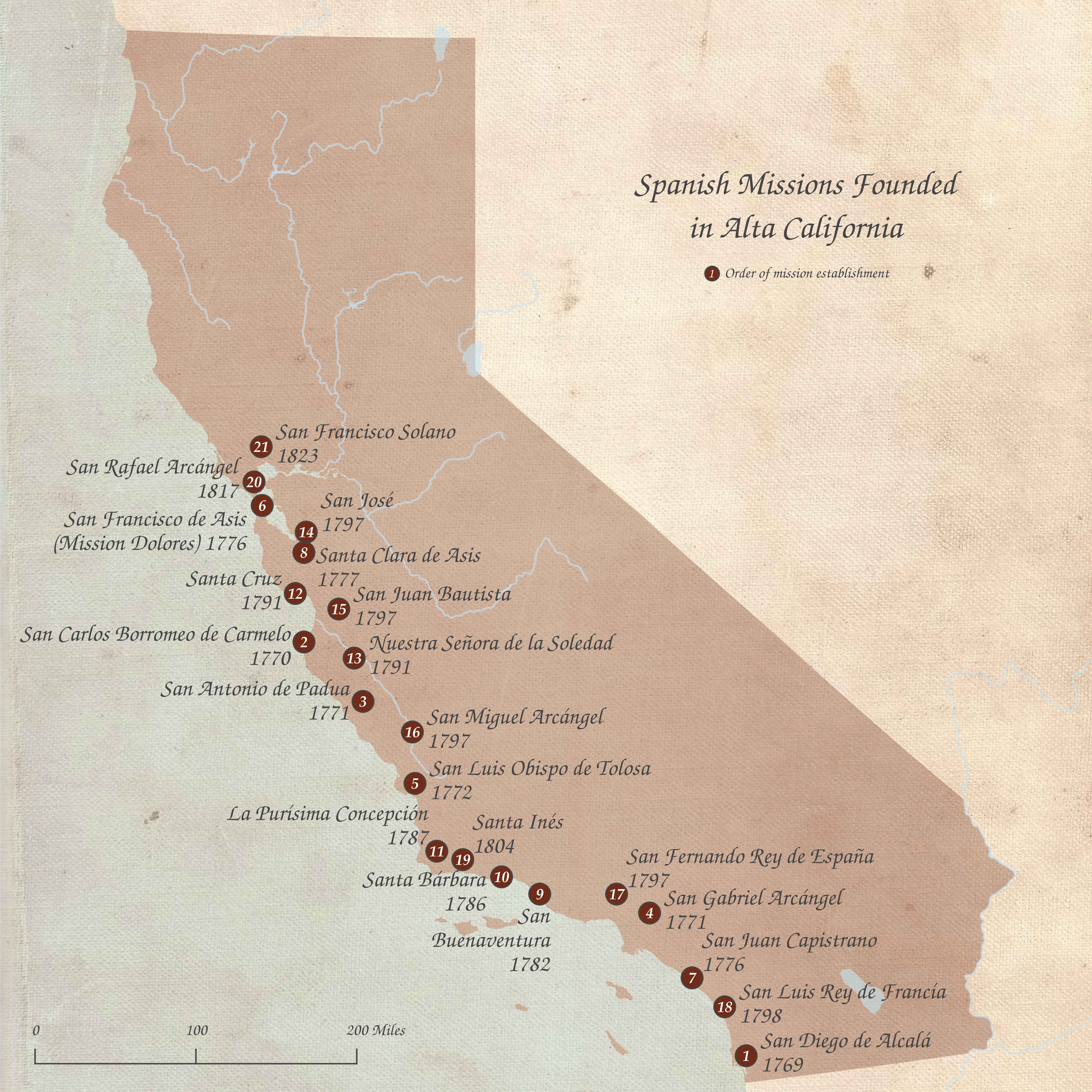
Missions espagnoles de Californie.

La sécularisation de 1833 est une loi mexicaine adoptée douze ans après que le Mexique a obtenu son indépendance de l'Espagne en 1821. Le Mexique craignait que l'Espagne continue d'avoir de l'influence et du pouvoir en Californie car la plupart des missions espagnoles de Californie sont restées fidèles à l'Église catholique en Espagne.
Au fur et à mesure que la nouvelle république mexicaine mûrissait, les appels à la « sécularisation » des missions se sont multipliés. Une fois pleinement mis en œuvre, la loi sur la sécularisation, a emporté une grande partie des terres de la mission de Californie et les a vendues ou cédées en grandes concessions de terres appelées « ranchos »,.